# Aire marine nationale de conservation
Une aire marine nationale de conservation (anglais : National Marine Conservation Area est un type d'aire protégée du Canada qui vise la protection d'éléments représentatifs des régions marines du Canada.

## Aires marines nationales de conservation
- Aire marine faisant partie d'une réserve de biosphère

| Nom                    | Image | Localisation                               | Création        | Superficie km2 | Notes |
| ---------------------- | ----- | ------------------------------------------ | --------------- | -------------- | --- |
| Fathom Five            |       | Ontario 45° 17′ N, 81° 40′ O               | 1987            | 100,30         | Le site est la plus vieille aire marine nationale de conservation du pays, il comprend entre autres des îles sauvages, des monolithes de calcaire et un patrimoine culturel composé de 22 épaves et de plusieurs phares historiques. - Réserve de biosphère de l'Escarpement du Niagara (1990)                                                                        |
| Gwaii Haanas (R)       |       | Colombie-Britannique 52° 00′ N, 131° 12′ O | 17 juin 2010    | 3 500,00       | Située en bordure du parc national du même nom, Gwaii Haanas protège une section du détroit d'Hecate et de la plate-forme de la Reine-Charlotte. Elle est fréquentée par dix-sept espèces de cétacés et plus de 350 000 couples d'oiseaux marins tel que le macareux huppé, le macareux rhinocéros, le guillemot à cou blanc et le guillemot marbré s'y reproduisent. |
| Lac-Supérieur          |       | Ontario 48° 24′ N, 87° 38′ O               | 25 octobre 2007 | 10 000,00      | Comprenant une large portion du lac Supérieur, il est fréquenté par 70 espèces de poissons et par des goélands, hérons, pygargues, pélicans. On y retrouve aussi plus de 50 épaves de navire. |
| Saguenay–Saint-Laurent |       | Québec 48° 08′ N, 69° 44′ O                | 10 juin 1998    | 1 246,00       | Le site comprend les eaux du fjord du Saguenay et de l'estuaire du Saint-Laurent. Il possède une riche biodiversité marine et est fréquenté par cinq espèces de cétacés, dont une population de béluga résidente à l'année. - Réserve de biosphère de Charlevoix (1988)                                                                                               |